# Alsózsolca
Alsózsolca – miasto i gmina w północno-wschodniej części Węgier, w pobliżu miasta Miszkolc. Administracyjnie gmina należy do powiatu Miskolc, wchodzącego w skład komitatu Borsod-Abaúj-Zemplén i jest jedną z jego 40 gmin.